# Ipomoea sinensis
Ipomoea sinensis är en vindeväxtart. Ipomoea sinensis ingår i släktet praktvindor, och familjen vindeväxter.

## Underarter
Arten delas in i följande underarter:
- I. s. blepharosepala
- I. s. sinensis